# Хлань Сергій Володимирович
Сергій Володимирович Хлань (нар. 29 червня 1972, м. Снігурівка, Миколаївська область) — український політик, народний депутат України. Голова підкомітету з питань ціноутворення та розвитку зовнішньоекономічної діяльності в агропромисловому комплексі Комітету Верховної Ради з питань аграрної політики та земельних відносин. Член партії «Блок Петра Порошенка». Обраний по 185 виборчому округу (Херсонська область) на дострокових виборах Верховної Ради України 2014 року. 

## Життєпис

### Освіта
У 1994 році закінчив Миколаївський педагогічний інститут за спеціальністю вчитель математики та фізики, у 2012 році — Національний університет кораблебудування імені адмірала Макарова за спеціальністю менеджмент організацій.   

### Кар'єра
З 1993 по 2004 працював у середній школі № 57 м. Миколаїв учителем математики. З 2000 року почав займатися підприємницькою діяльністю, заснував декілька агропідприємств, які у 2010 році об’єднав у агропромисловий комплекс «ЗлатоДар» з центром у Каховці, Херсонської області.[неавторитетне джерело].

### Політична діяльність
У 2010 році був кандидатом у депутати до Херсонської обласної ради від партії «Сильна Україна» Сергія Тігіпка. 
У 2012 році балотувався у народні депутати від партії «Україна, вперед» Наталії Королевської по 185 округу.  Він зайняв друге місце, поступившись кандидату від «Партії регіонів» Михайлу Опанащенку з результатом 21,23% голосів виборців.
З початку Революції Гідності у 2013 році входив до Каховського об’єднаного штабу Національного спротиву. На позачергових виборах Президента був довіреною особою П. Порошенка по 188 виборчому округу.
У 2013 році заявляв про необхідність перерозподілу ресурсів на користь місцевих громад, тому підтримує децентралізацію Петра Порошенка[джерело?].
У Верховній Раді входить до складу комітету Аграрної політики та земельних відносин, головну увагу приділяє розвитку меліоративних систем. Першим законопроєктом добився заборони приватизації Каховського Магістрального каналу[джерело?].
У Каховці у в 2015 році на сесії новообраної міської ради народний депутат України від БПП Сергій Хлань кинув в депутата від "Опозиційного блоку" Павла Філіпчука палкою ковбаси. 
Агітував проти фаворита президентських перегонів Володимира Зеленського, обіцяючи тому імпічмент[значущість факту?].
Під час перебування у Верховній Раді його статки збільшилися в 300 разів, ніж Сергій Хлань пояснив різницею в паперовій та електронній декларації.

### Особисте життя
Розлучений, виховує п'ятьох дітей[джерело?].